# Skeby
Skeby är kyrkbyn i Skeby socken i Götene kommun i Västergötland, belägen cirka en kilometer söder om Källby. 
Samhället består av Skeby kyrka från 1100-talet, ett antal hus och åkerlandskap. 
Ortnamnet (1397 Scipeby, avser kyrkbyn) innehåller genitiv pluralis av skip 'skepp' och i efterleden by 'gård', 'by'.